# Фрідріх Віланд
Фрідріх Віланд (нім. Friedrich Wieland; 2 червня 1914, Ельсдорф — 15 листопада 2000, Ельсдорф) — офіцер розвідувальних частин вермахту, майор резерву. З 20 червня по жовтень 1944 року — командир 94-го розвідувального дивізіону 4-ї гірської дивізії. Кавалер Лицарського хреста Залізного хреста.

## Звання
- Фанен-юнкер-фельдфебель (2 травня 1940)
- Лейтенант резерву (11 липня 1940)
- Обер-лейтенант резерву (29 червня 1942)
- Ротмістр резерву (31 березня 1944)
- Майор резерву (15 грудня 1944)

## Нагороди
- Залізний хрест
  - 2-го класу (23 липня 1941) — як лейтенант резерву 2-ї роти 94-го розвідувального дивізіону 4-ї гірської дивізії.
  - 1-го класу (21 серпня 1941) — як лейтенант резерву 1-ї роти 94-го розвідувального дивізіону 4-ї гірської дивізії.
- Нагрудний знак «За поранення»
  - в чорному (5 листопада 1941) — як лейтенант резерву взводу зв'язку 94-го розвідувального дивізіону 4-ї гірської дивізії.
  - в сріблі (25 травня 1943) — як обер-лейтенант резерву 7-го запасного велосипедного дивізіону дивізії №467.
  - в золоті (24 березня 1944)
- Штурмовий піхотний знак в сріблі (13 листопада 1941)
- Медаль «Хрестовий похід проти комунізму» із застібкою «Кавказ» (Румунія) (1 вересня 1943)
- Нагрудний знак ближнього бою в бронзі (1 березня 1944) — як обер-лейтенант резерву 7-го запасного розвідувального дивізіону дивізії №467.
- Німецький хрест в золоті (28 червня 1944) —як ротмістр резерву 94-го розвідувального дивізіону 4-ї гірської дивізії.
- Лицарський хрест Залізного хреста (16 жовтня 1944) — за заслуги під час боїв у Карпатах.